# Little Nicky - Un diavolo a Manhattan
Little Nicky - Un diavolo a Manhattan (Little Nicky) è un film statunitense del 2000 diretto da Steven Brill e interpretato da Adam Sandler, che ne ha curato anche la sceneggiatura.

## Trama
Nicky è il figlio del diavolo e vive all'inferno con i suoi 2 fratelli, Adrian e Cassius, e con suo padre: Lucifero. Ogni 10.000 anni viene eletto un nuovo sovrano dell'Inferno ma questa volta, quando il padre sta per proclamare il nuovo signore delle tenebre tra i suoi 3 figli, si autoproclama di nuovo Sovrano e i 2 fratelli di Nicky, accecati dalla rabbia, decidono di andare sulla Terra e creare lì il loro nuovo inferno. I 2 fratelli così, per andare sulla Terra, passano attraverso il muro di fuoco che faceva entrare le anime all'inferno e lo congelano impedendo così alle anime di entrare. Non potendo più prendere anime il padre di Nicky comincia lentamente a deteriorarsi, perdendo parti del corpo e il compito di Nicky diviene quello di far tornare i suoi fratelli all'inferno al più presto possibile prima che il padre si deteriori completamente; per farlo deve far bere loro un liquido all'interno di una bottiglietta d'argento.
Nicky viene perciò catapultato a New York dove viene però ucciso più volte, tornando ogni volta all'inferno, ma poi riuscirà a risalire a New York. Qui incontra un bulldog parlante di nome Fifì, affitta un appartamento con un attore di nome Todd e si innamora di una studentessa di disegno di nome Valerie.
Nicky trova i due fratelli e Adrian manipola Nicky facendogli perdere il controllo e facendolo allontanare da Valerie; dopodiché vede Cassius in televisione di un campo da basket dove è entrato nella mente dell'arbitro. Smascherato, Nicky fa numerosi trucchi e viene acclamato dalla folla. Quella sera, Nicky si riappacifica con Valerie e gli spiega chi è e perché è sulla Terra.
Il giorno dopo, Adrian possiede il capo della polizia; così Nicky chiede a Todd di ucciderlo per tornare nell'Inferno e chiedere dei consigli a suo padre, che però ha perso le orecchie, si sta indebolendo e a mezzanotte perderà la vita. Tornato a New York, Nicky escogita un piano con i suoi amici per catturare Adrian, ma vengono scoperti dallo stesso Adrian che minaccia Valerie di gettarla sotto ad un treno, ma Nicky salva Valerie ma rimane ucciso dal treno assieme a Adrian.
All'Inferno, Adrian prende il posto del padre e si impossessa del Central Park con l'intenzione di sottomettere tutti al suo potere. Nel frattempo, Nicky si risveglia in Paradiso dove ritrova l'angelo sua madre, Holly, che gli consiglia di sconfiggere Adrian con la "Luce Interiore"; Nicky arriva a Central Park, dove i demoni cercano di attaccarlo, ma utilizza dei trucchi consistenti nel far loro regali. Nicky e Adrian iniziano a lottare ma vengono entrambi risucchiati nella bottiglia; qui, incontrano Cassius ed iniziano una lotta a tre. Adrian vince e si trasforma in un pipistrello, ma Nicky riesce ad uscire dalla bottiglia. In quel momento appare Ozzy Osbourne che morde la testa di Adrian e lo rinchiude nella bottiglia. Catturati i fratelli, Nicky è pronto a salvare suo padre: si fa uccidere da Valerie tornando nell'Inferno dove scopre che suo padre è sano e salvo e quindi può tornare sulla Terra.
Un anno dopo, Nicky e Valerie sono sposati ed hanno un figlio, Zaccaria, e con loro vive anche il cane Fifì.

## Produzione
Nel finale del film vi è un cameo del cantante Ozzy Osbourne che interpreta la "luce divina" con cui il protagonista sconfigge uno dei suoi fratelli. Con molta autoironia, il "principe delle tenebre" compare vestito di bianco e rappresenta un aiuto (proveniente direttamente dal Paradiso) con cui liberare Manhattan dalla presenza di un malvagio diavolo. In maniera ancora più ironica, Ozzy (incitato dai presenti, che lo inneggiano come se fossero ad un concerto), stacca la testa al diavolo, che nel frattempo si è trasformato in pipistrello: la scena è un chiaro riferimento al famoso concerto del 20 gennaio 1982, quando Ozzy staccò la testa ad un pipistrello morto lanciato sul palco da uno spettatore. Durante la scena, si sente in sottofondo il brano No More Tears.
Nel film, oltre alla partecipazione di Ozzy Osbourne, recitano in piccoli cameo: Quentin Tarantino, Henry Winkler, Carl Weathers, Dan Marino e Rob Schneider. Rob Schneider compare nel piccolo ruolo del bifolco contadino. Curiosamente, ricopre la stessa parte che Sandler aveva avuto nel film di Schneider Animal. Nel film c'è anche un cameo di Carl Weathers, il golfista mutilato dal coccodrillo nel film Un tipo imprevedibile, sempre con Adam Sandler; Holly, la madre di Nicky, si riferisce a lui dicendo: "Era un golfista!".

## Riconoscimenti
- 2000 - Razzie Awards
  - Nomination Peggior film
  - Nomination Peggior attore protagonista a Adam Sandler
  - Nomination Peggior attrice non protagonista a Patricia Arquette
  - Nomination Peggior regista a Steven Brill
  - Nomination Peggior sceneggiatura a Tim Herlihy, Adam Sandler e Steven Brill
- 2009 - Razzie Awards
  - Nomination Peggior attore del decennio a Rob Schneider
- 2001 - MTV Movie Awards
  - Nomination Miglior cameo a Ozzy Osbourne